# 朱洪英
朱 洪英（しゅ こうえい、Zhu Hongying、? - 1874年）は、清末の昇平天国の反乱の指導者の一人。
湖南省永州府東安県出身。天地会に加入し、東安から広西省全州・灌陽を中心に活動していた。胡有禄とともに機をうかがい、1852年に南寧で挙兵した。蜂起軍は1854年に灌陽を占領し、国号を昇平天国と定め、胡有禄は定南王、朱洪英は鎮南王を称した。その後湖南省に進攻したが、胡有禄は1855年に戦死した。朱洪英はその後も湖南省侵攻を繰り返したが失敗し、広西省に逃れたが、そこも追われ、ヤオ族の集落に匿われた。そこで帝を称し清朝打倒の檄文を発し続けていたが、1874年に東南沿海の防衛のために各省の兵力が手薄になった隙をついて、再び挙兵した。しかし湖南巡撫王文韶により鎮圧され、捕らえられて処刑された。